# Setophaga ruticilla
La candelita norteña  o pavito migratorio (Setophaga ruticilla) es una especie de ave paseriforme de la familia de los parúlidos que vive en América. Tradicionalmente era la única especie del género Setophaga, pero posteriormente se incluyó en él a todos los miembros del género Dendroica y algunos de Parula.

## Descripción

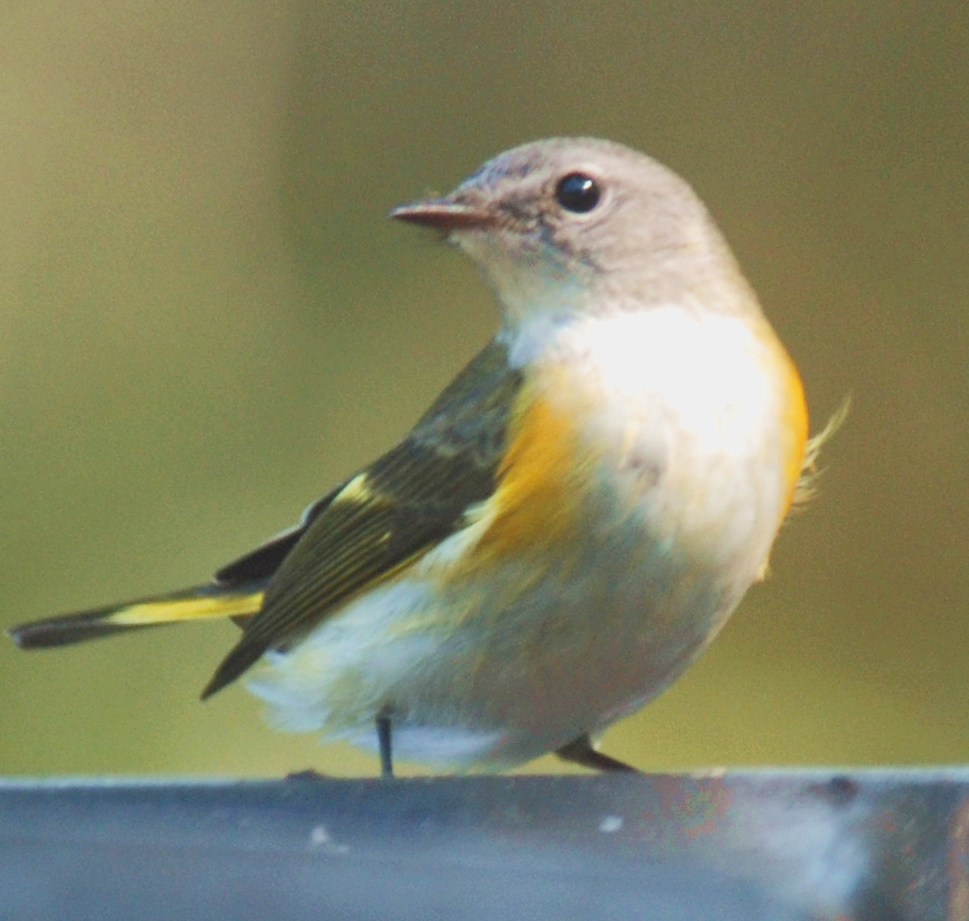
Una hembra en la Isla Sapelo, Georgia, EE. UU.

Los adultos miden una media de 12 cm de largo. Los machos son de color negro en la cabeza, las partes dorsales, la garganta y el pecho; el vientre y las plumas cobertoras de la cola son blancos. En los flancos del pecho hay manchas naranjas brillantes, también en las rémiges del ala y en la cola.
En las hembras, la cabeza y las partes dorales son grisáceas o grisáceo oliváceas, y las partes ventrales blancas. En los costados y la cola hay manchas amarillo limón brillante.
Los juveniles se parecen a las hembras pero los machos presentan tintes naranjas en los costados, además de presentar algunas manchas negras en el cuerpo.

## Distribución y hábitat
Anida en Canadá y el norte y este de los Estados Unidos. Es una especie migratoria que invierna en el sur de California, México, en las Antillas, América Central y norte de Sudamérica.
Habita en el interior o el límite de bosques con abundante hierba o arbustos. Se alimenta principalmente de insectos, ya sea en solitario o en grupos; es muy activo, revolotea constantemente y abre su cola en abanico. Caza insectos en el vuelo.
Durante la migración habita en selvas tropicales, bosques secundarios caducos y campos con abundante hierba.